# عبد الوهاب سلام زاده
عبد الوهاب سلام زاده - (بالأذرية: Əbdülvahab Salamzadə) هو ومهندس معماري أذربيجاني، أكاديمي، معماري تكريم في جمهورية أذربيجان الاشتراكية السوفيتية.

## حياته
ولد عبد الوهاب سلام زاده 16 فبراييرعام 1916 بمدينة شماخى في أذربيجان. هو أحد من مؤسسي مدرسة أذربيجان الوطنية للفنون.
تخرج من المعهد الأذربيجان الصناعي بعد ذلك عمل كمهندس معماري. في 1944-1947 درس كلية الدراسات العليا في أكاديمية العلوم الوطنية الأذربيجانية لجمهورية أذربيجان الاشتراكية السوفيتية.
في عام 1967 حصل عبد الوهاب سلام زاده على لقب بروفيسور. تم انتخابه عضو مراسل لأكاديمية العلوم الوطنية الأذربيجانية في 1968 و عضو حقيقي منذ 1983.
عمل كرئيس القسم في المعهد للعمارة والفنون نائب الرئس بين 1951-1983.
وكما حصل على وسام الراية الحمراء من حزب العمال و على اللقب الفخري للعامل المشرف في جمهورية أذربيجان (1960) والعالم الموقر (1982). عبد الوهاب سلام زاده هو مهندسه معماري لنصب تذكاري أثري ضريح واقيف ألذي يقع في شوشا.
```
توفي عبد الوهاب سلام زاده قي 19 أغسطس في 
1983
.
```